# Ретвик (община)
Ретвик (на шведски: Rättviks kommun) е община в лен Даларна, централна Швеция с обща площ 2149 km2 и население 10 766 души (към 31 декември 2013). Административен център е град Ретвик.